# Chengdu
Chengdu (pinyin Chéngdū) er en kinesisk storby som er hovedstad i provinsen Sichuan i det vestlige Kina. Befolkningen indenfor bygrænsen anslås (2004) til 4.065.000, men hele storbyområdet har 9,9 millioner indbyggere. 
Chengdu blev grundlagt i 316 f.Kr., i nærheden af Dujiangyan-kunstvandingssystemet. Dette kunstvandingsanlæg blev anlagt mellem 306 og 251 f.Kr. og er stadig i drift. 
Chengdu har været et af Vest- og Sydvestkinas kulturelle centre i 2000 år. Under De fem dynastier (907-960) e.Kr. var byen Kinas hovedstad. 
I dag er Chengdu det vigtigste trafikknudepunkt i Vestkina. Selv om byen er stærkt industrialiseret med maskinindustri, kemisk industri, næringsmiddelindustri og flykonstruktion, er den også en "grøn by". Byen er også kendt for sine mange tehuse, og den rummer et anlæg til pandaavl. 
Da kommunistiske tropper erobrede Chengdu i december 1949 var der over 100 daoistiske templer i byen. De blev alle lukket. Først i 1988 blev det atter tilladt at åbne et daoistisk tempel og kloster. 
Ca. 40 km udenfor byen ligger det skelsættende udgravningssted Sanxingdui, som vidner om en højt udviklet bronzekultur, der blomstrede omtrent samtidig med Shang-dynastiet, men som ikke er nævnt i nogle gamle historiske kilder.
Vest for Chengdu ligger Wolong Panda Reserve Chengdu, der er et sted, hvor man tager sig af pandaer og opdrætter dem. Da mange af de oprindelige bambusskove er fældet, har pandaerne ikke noget at vende tilbage til.
Chengdu-området blev ramt af et meget kraftigt jordskælv mandag den 12. maj 2008. Storbyen blev voldsomt rystet af skælvet, og et halvt hundrede mennesker omkom i selve byen. I området omkring jordskælvets epicenter, 90 km vestnordvest for Chengdu, var ødelæggelserne imidlertid væsentligt mere omfattende, og her omkom titusinder. Byen er venskabsby med Horsens i Danmark

## Myndigheder
Den lokale leder i Kinas kommunistiske parti er Fan Ruiping. Borgmester er Luo Qiang, pr. 2021.

## Galleri
- Hongzhaobi, South Renmin Road, Chengdu
- South Renmin Road, Chengdu
- Hongxing Road, Chengdu
- Zongfu Road, Shudu Ave., Chengdu
- Nijia Qiao, South Renmin Road, Chengdu
- Jin River, Shangri-la Hotel Chengdu